# 東上郷町
東上郷町（ひがしかみごうちょう）は横浜市栄区の町名。丁番を持たない単独町名である。住居表示実施済み区域。

## 地理
栄区の東部に位置し、東側は瀬上市民の森に隣接する。町の大部分が住宅地となっている。町内に鉄道は通っておらず、町内を循環する大船駅行きおよび港南台駅行きの路線バスが利用できる。

## 歴史

### 沿革
かつては鎌倉郡本郷村の一部で、1939年（昭和14年）4月1日に横浜市戸塚区に編入され、戸塚区上郷町の一部となった。1968年より大船みどりヶ丘住宅、1972年より青葉が丘住宅が開発され、1973年には上郷台共同住宅の入居が開始した。1982年（昭和57年）7月19日に東上郷町が上郷町より分離・新設され、同時に住居表示が実施された。町名は、上郷町の東に位置することから地元の要望によりつけられた。1986年に、分区により栄区東上郷町となり現在に至る。

## 世帯数と人口
2025年（令和7年）6月30日現在（横浜市発表）の世帯数と人口は以下の通りである。
| 町丁     | 世帯数    | 人口    |
| -------- | --------- | ------- |
| 東上郷町 | 1,128世帯 | 2,303人 |

### 人口の変遷
国勢調査による人口の推移。
| 年                 | 人口  |
| ------------------ | ----- |
| 1995年（平成7年）  | 2,876 |
| 2000年（平成12年） | 2,749 |
| 2005年（平成17年） | 2,613 |
| 2010年（平成22年） | 2,545 |
| 2015年（平成27年） | 2,423 |
| 2020年（令和2年）  | 2,312 |

### 世帯数の変遷
国勢調査による世帯数の推移。
| 年                 | 世帯数 |
| ------------------ | ------ |
| 1995年（平成7年）  | 924    |
| 2000年（平成12年） | 988    |
| 2005年（平成17年） | 990    |
| 2010年（平成22年） | 1,016  |
| 2015年（平成27年） | 999    |
| 2020年（令和2年）  | 1,003  |

## 学区
市立小・中学校に通う場合、学区は以下の通りとなる（2024年11月時点）。
| 番地 | 小学校             | 中学校             |
| ---- | ------------------ | ------------------ |
| 全域 | 横浜市立庄戸小学校 | 横浜市立上郷中学校 |

## 事業所
2021年（令和3年）現在の経済センサス調査による事業所数と従業員数は以下の通りである。
| 町丁     | 事業所数 | 従業員数 |
| -------- | -------- | -------- |
| 東上郷町 | 15事業所 | 72人     |

### 事業者数の変遷
経済センサスによる事業所数の推移。
| 年                 | 事業者数 |
| ------------------ | -------- |
| 2016年（平成28年） | 19       |
| 2021年（令和3年）  | 15       |

### 従業員数の変遷
経済センサスによる従業員数の推移。
| 年                 | 従業員数 |
| ------------------ | -------- |
| 2016年（平成28年） | 80       |
| 2021年（令和3年）  | 72       |

## 施設
- 白山神社[18]

## その他

### 日本郵便
- 郵便番号 : 247-0021[3]（集配局：大船郵便局[19]）

### 警察
町内の警察の管轄区域は以下の通りである。
| 番・番地等 | 警察署   | 交番・駐在所 |
| ---------- | -------- | ------------ |
| 全域       | 栄警察署 | 庄戸交番     |